# Dunkeld Cathedral

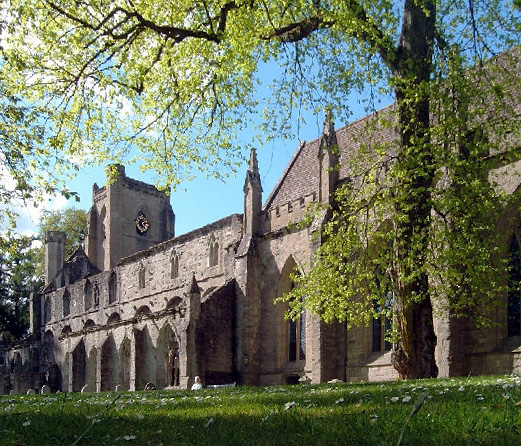
Dunkeld Cathedral

Die Dunkeld Cathedral ist eine heute teilweise in Ruinen liegende ehemalige Kathedrale in der schottischen Ortschaft Dunkeld in der Council Area Perth and Kinross. 1971 wurde das Bauwerk in die schottischen Denkmallisten in der höchsten Denkmalkategorie A aufgenommen. Des Weiteren ist die Anlage als Scheduled Monument geschützt.

## Geschichte
Dunkeld ist ein frühchristlicher Standort in Schottland, der vermutlich seit dem 6. Jahrhundert in Benutzung war. In diesem Jahrhundert wurde ein einfaches Kloster errichtet. König Kenneth MacAlpin, der 843 die Königreiche der Pikten und Skoten vereinte, ließ zum Schutz vor raubenden Wikingern Reliquien des heiligen Columban von Iona in eine Kirche bringen, deren Bau in Dunkeld er veranlasst hatte. Mit dem Bau einer befestigten Klosteranlage baute MacAlpin damit Dunkeld möglicherweise zum christlichen Zentrum des frühmittelalterlichen Schottlands aus. Ab 943 bildete St Andrews das Zentrum.
König Alexander I. (1107–1124) verlieh dem Standort neue Impulse. Im selben Jahrhundert wurde das Bistum Dunkeld errichtet. Der Bau der Dunkeld Cathedral wurde jedoch vermutlich nicht vor dem 13. Jahrhundert begonnen. Als erster Bauabschnitt war der Chor im 14. Jahrhundert fertiggestellt. Im folgenden Jahrhundert konnte auch das Langhaus eröffnet werden. Der Westturm und das Kapitelhaus entstanden zwischen 1450 und 1475. In den Tumulten im Zuge der Reformation wurde die Kathedrale beschädigt. 1571 wurde der Bischofssitz aufgelöst und das Dach der Dunkeld Cathedral abgedeckt. Während des ersten Jakobitenaufstands wurde 1689 um die Dunkeld Cathedral die Schlacht von Dunkeld gefochten. 1691 wurde der Chor wiederhergestellt und dient seitdem als Pfarrkirche.
Im Jahre 1762 wurden die Maßwerke des Chors renoviert; die Gesimse und Fialen folgten 1818. Letztere Arbeiten wurden von Archibald Elliot geplant. Dunn & Watson führten die Dachstuhlerneuerung und die Modernisierung des Innenraums im Jahre 1908 aus. Die lange Bauzeit der Kathedrale spiegelt sich in der Vermischung von Baustilen wider. Im Wesentlichen sind romanische und gotische Motive zu finden.

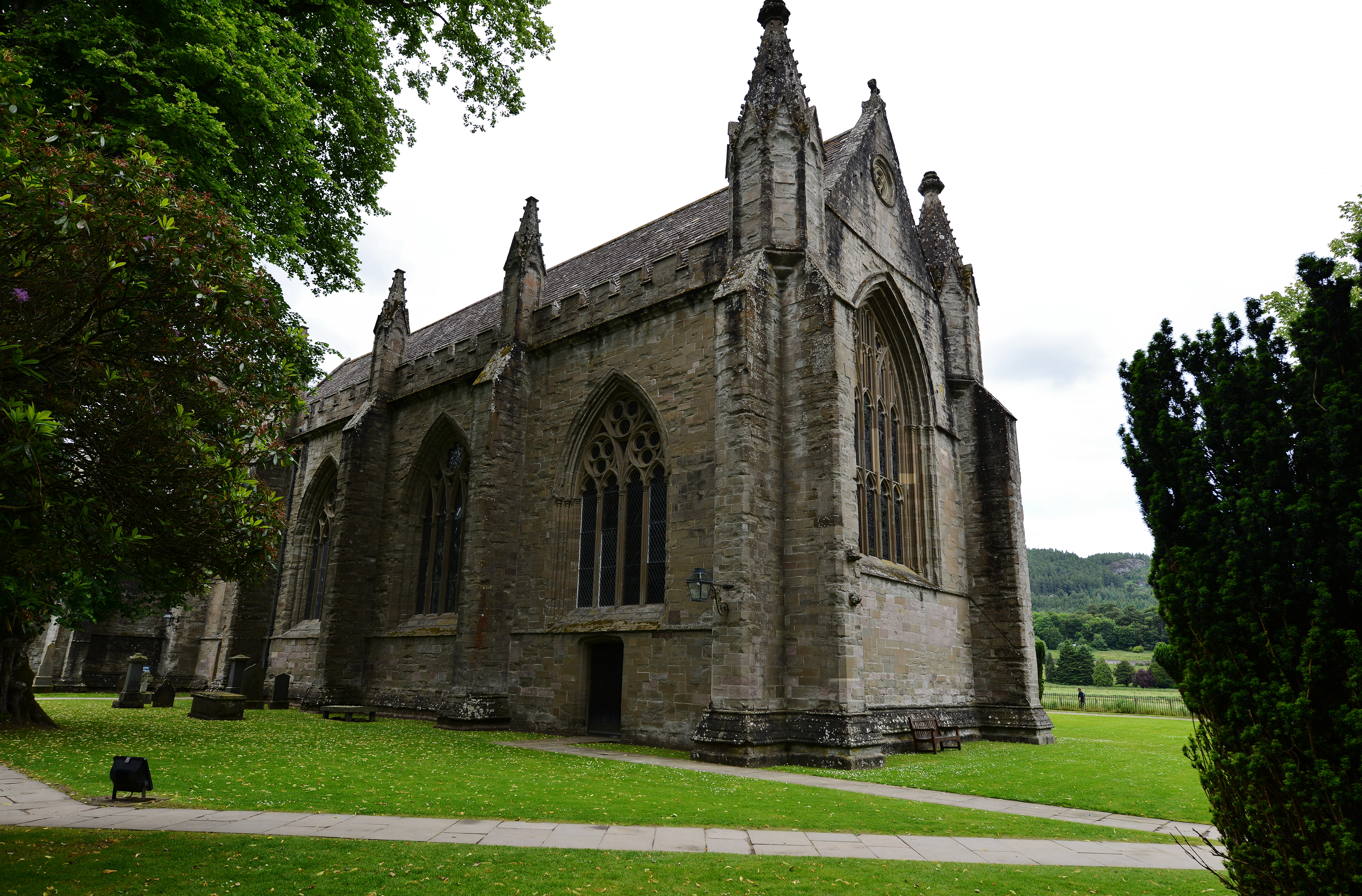
Der ehemalige Chor
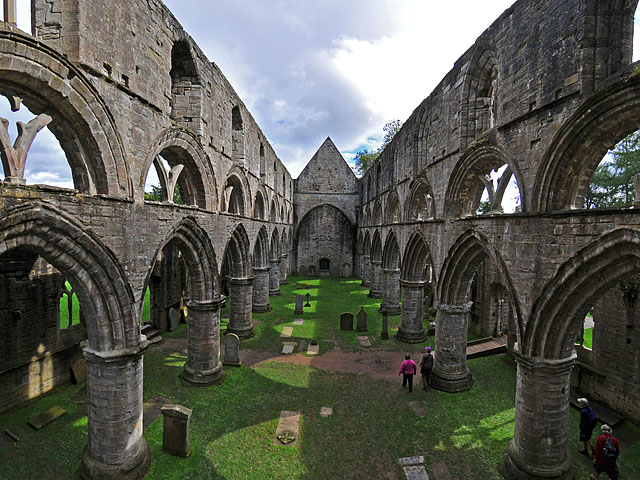
Blick durch das Langhaus
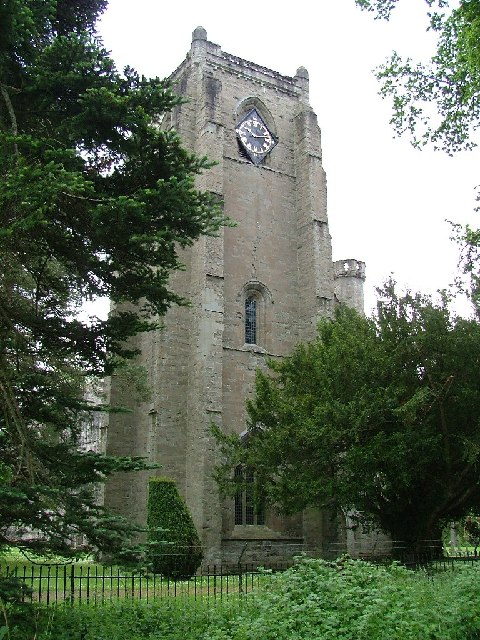
Der Westturm
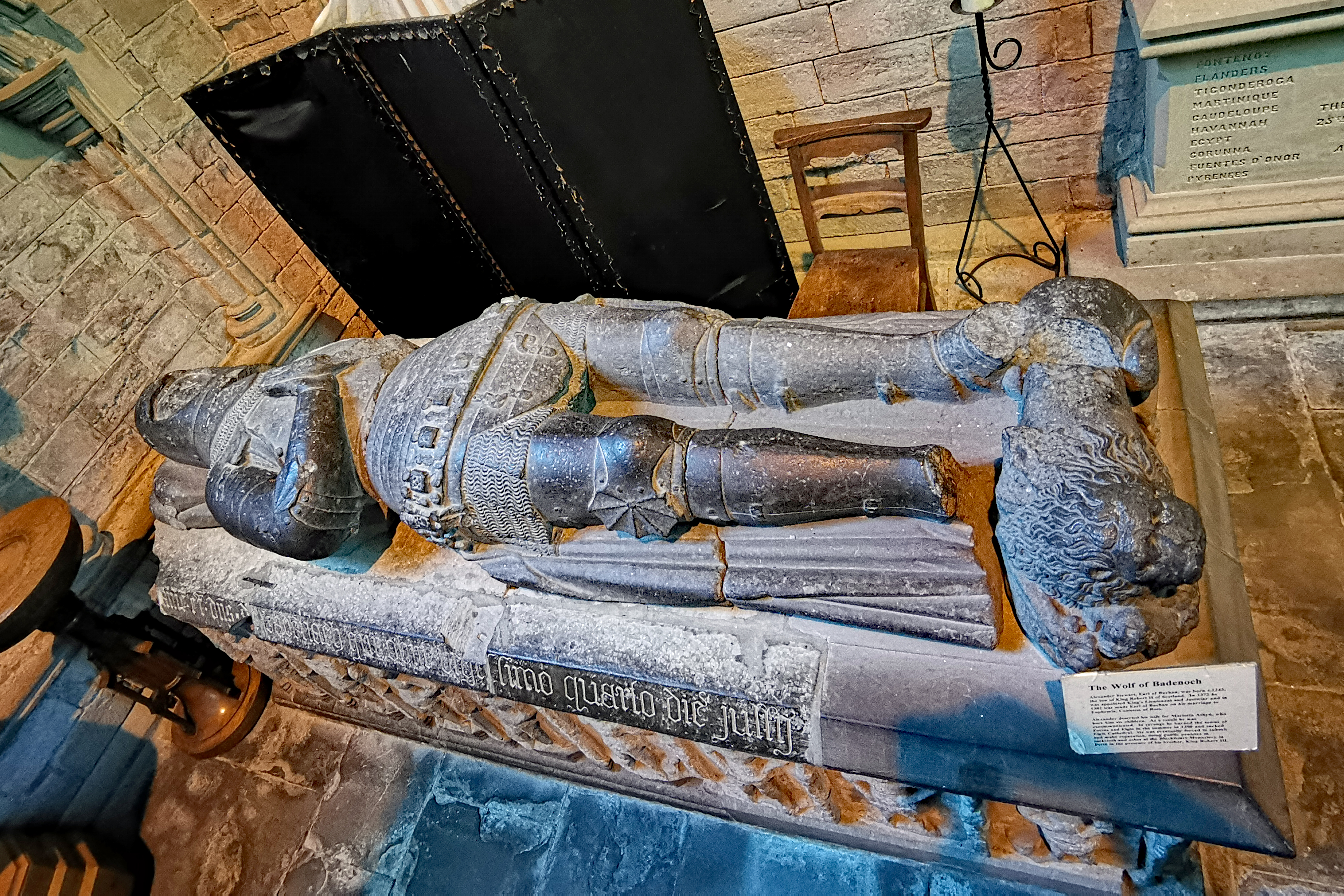
In der Kathedrale: Grab von Alexander Stewart
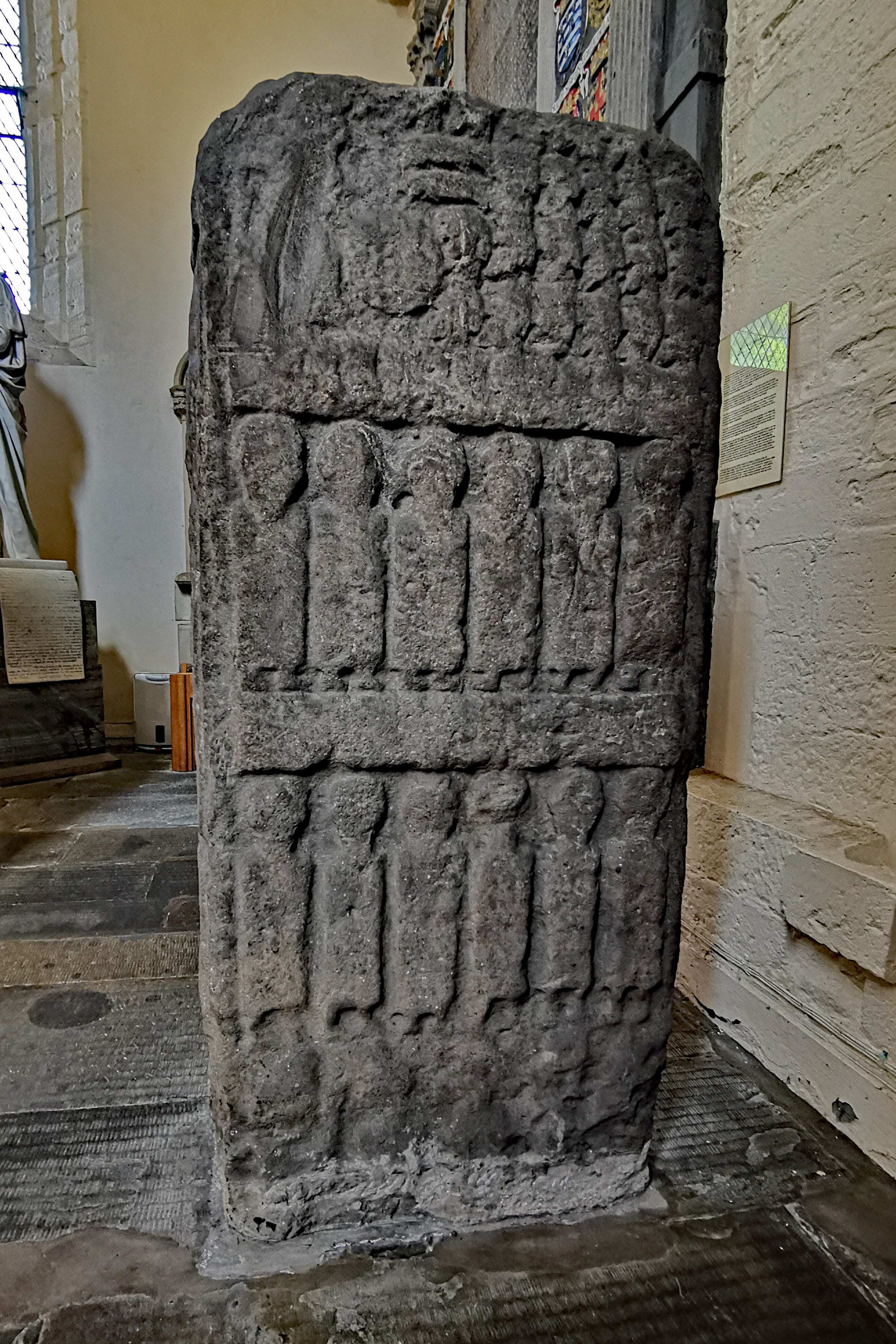
Apostles’ Stone; ein Piktischer Symbolstein